# Bythophyton
Bythophyton é um género botânico pertencente à família Plantaginaceae. Tradicionalmente este gênero era classificado na família das Scrophulariaceae.

## Espécie
Bythophyton indicum

## Nome e referências
Bythophyton Hook.f.